# Mithridate (Racine)
Pour les articles homonymes, voir Mithridate.
Mithridate est une tragédie en cinq actes et en vers (1 698 alexandrins) de Jean Racine.
Créé autour du 23 décembre 1672 à l'Hôtel de Bourgogne, et publié en 1673, Mithridate succède à Bajazet et précède Iphigénie dans l'œuvre de Racine. Le sujet est tiré de l'histoire ancienne. Mithridate VI Eupator (132-63 av. J.-C.) régna sur le royaume du Pont, autour de la mer Noire. Célèbre pour s'être progressivement accoutumé aux poisons par mithridatisation, il résista longtemps aux Romains, allant jusqu'à imaginer un projet d'invasion de l'Italie. Il finit par se donner la mort après avoir été trahi par son propre fils.
Racine réunit plusieurs épisodes de la vie de Mithridate en une seule journée et, comme à son habitude, donne une grande importance aux intrigues amoureuses. Mais la dimension épique demeure plus présente que dans d'autres tragédies. Sur le plan du style, la pièce se distingue par un grand nombre de longs discours et de monologues.
Mithridate fut la tragédie préférée de Louis XIV, ainsi que de Charles XII de Suède. Aux siècles suivants, la pièce se fera de plus en plus rare sur scène. C'est aujourd'hui l'une des pièces de Racine les moins jouées. Elle a notamment servi de base pour l'opéra de Wolfgang Amadeus Mozart, Mitridate, re di Ponto (1770).

## Personnages
- Mithridate : Roi de Pont et d'autres Royaumes
- Monime : promise à Mithridate et déjà déclarée Reine
- Pharnace et Xipharès : fils de Mithridate de mères différentes
- Arbate : Confident de Mithridate et Gouverneur de la place des Nymphées
- Phoedime : Confidente de Monime
- Arcas : Domestique de Mithridate
- Garde

## Résumé de la pièce
- Acte 1 (5 scènes) - Xipharès, l'un des fils de Mithridate, vient d'apprendre la mort de son père et le risque d'une prochaine victoire de Rome. Il craint une trahison de son frère Pharnace, qui a toujours soutenu les Romains. Xipharès voit Monime, fiancée de Mithridate, à qui il déclare son amour. Monime ne s'y montre pas opposée. Survient Pharnace, qui compte hériter en même temps du royaume de son père et de sa fiancée. On apprend alors que Mithridate n'est pas mort et qu'il va arriver d'un moment à l'autre. Xipharès et Pharnace conviennent qu'ils sont tous deux coupables et que, si l'un tombe, l'autre sera également perdu.
- Acte 2 (6 scènes) - Monime ne trouve pas la force d'accueillir Mithridate comme il se doit. Le roi reçoit d'autre part la confirmation par Arbate de la perfidie de son fils Pharnace. Il annonce sa volonté de l'exécuter. Par ailleurs, Monime se contraint à épouser Mithridate, mais celui-ci la soupçonne d'aimer Pharnace. Monime avoue enfin à Xipharès qu'elle l'aime, mais elle est résolue à suivre les volontés de Mithridate.
- Acte 3 (6 scènes) - Mithridate annonce à Pharnace et Xipharès dans une tirade, un long discours, qu'il va tenter d'envahir l'Italie afin de frapper l'ennemi au cœur. Xipharès approuve son projet et veut y participer. Mithridate ordonne à Pharnace d'aller épouser la fille du roi parthe. Pharnace refuse. Comme Mithridate le fait arrêter et qu'il craint une trahison de son frère, il révèle que Xipharès est amoureux de Monime. Pour en avoir le cœur net, Mithridate prétend à Monime qu'il veut lui faire épouser Xipharès et comprend à sa réaction qu'elle aime Xipharès.
- Acte 4 (7 scènes) - Xipharès, qui se sait découvert, veut fuir. Mais Monime lui révèle que ce n'est autre qu'elle qui a révélé leur amour à Mithridate. Ce dernier décide d'épouser Monime avant de partir pour l'Italie en échange de son pardon. Elle refuse. Mithridate ne sait plus s'il doit punir Xipharès, lui et Monime ou aucun des deux. Pendant ce temps, Pharnace révèle le projet d'attaque de l'Italie aux Romains, qui débarquent alors.
- Acte 5 (5 scènes) - Les Romains attaquent le palais. Un domestique de Mithridate apporte à Monime du poison afin qu'elle se suicide… Ce qu'elle accueille bien étant donné qu'une rumeur court sur la mort de Xipharès. Survient un contre-ordre : Mithridate, qui se voit vaincu, vient de s'administrer du poison et s'est transpercé d'une épée en pardonnant à Monime. Xipharès, quant à lui, parvient à repousser l'attaque des Romains. Avant d'expirer, Mithridate, fier de la dernière victoire comme de son fils, unit Monime et Xipharès et leur conseille de s'enfuir.

## Mises en scène notables
- 1952 : mise en scène de Jean Yonnel, Comédie-Française, avec Jean Marais (Xipharès)[2], Jean Yonnel (Mithridate), Jean Davy (Pharnace), Annie Ducaux (Monime), Jacques Eyser (Arbate)
- 1968 : de Bernard Jenny, Théâtre du Vieux-Colombier
- 1999 : de Eugène Green, troupe du Théâtre de la Sapience, mai et octobre 1999 dans la chapelle Richelieu de la Sorbonne[3].